# لاكلان مورتون
لاكلان مورتون (بالإنجليزية: Lachlan Morton)‏ مواليد 2 يناير 1992 في نيوساوث ويلز، أستراليا، هو دراج أسترالي في صنف سباق الدراجات على الطريق.

## سباقات أو مراحل فاز بها
| التاريخ        | السباق                    | المركز                                            |
| -------------- | ------------------------- | ------------------------------------------------- |
| 01 يناير 2011  | طواف غيلا 2011            | المركز الثالث                                     |
| 25 أغسطس 2013  | يو إس إيه برو تشالنج 2013 | الفائز في ترتيب النقاط للشباب                     |
| 17 مايو 2015   | طواف كاليفورنيا 2015      | الثالث في تصنيف الجبال                            |
| 09 أغسطس 2015  | طواف يوتا 2015            | العاشر في التصنيف العام، الثاني في تصنيف أفضل شاب |
| 23 أغسطس 2015  | يو إس إيه برو تشالنج 2015 | الخامس في التصنيف العام                           |
| 08 مايو 2016   | طواف غيلا 2016            | الفائز في التصنيف العام                           |
| 07 أغسطس 2016  | طواف يوتا 2016            | الفائز في التصنيف العام                           |
| 19 فبراير 2017 | طواف عمان 2017            | الثاني في تصنيف أفضل شاب، الثامن في التصنيف العام |
| 20 مايو 2017   | طواف كاليفورنيا 2017      | الفائز في ترتيب النقاط للشباب                     |
| 18 مايو 2019   | طواف كاليفورنيا 2019      | الثامن في تصنيف الجبال                            |
| 18 أغسطس 2019  | طواف يوتا 2019            | العاشر في تصنيف النقاط                            |

## روابط خارجية
- لاكلان مورتون على موقع الاتحاد الدولي للدراجات (الإنجليزية)
- لاكلان مورتون على موقع أرشيف الدراجات (الإنجليزية)
- لاكلان مورتون على موقع إحصائيات الدراجات الإحترافية (الإنجليزية)
- لاكلان مورتون على موقع نسبة الدراجات (الإنجليزية)
- لاكلان مورتون على موقع CycleBase (الإنجليزية)